# Лесной (Бурятия)
Лесно́й — посёлок в Тарбагатайском районе Бурятии. Входит в Заводское сельское поселение.

## География
Расположен в 12 км к северо-востоку от центра сельского поселения — посёлка Николаевский.

## Население
| 2002 | 2010 |
| ---- | ---- |
| 29   | ↘6   |